# Кунгуровы
Кунгуровы — деревня в Оричевском районе Кировской области в составе Шалеговского сельского поселения.

## География
Расположена на расстоянии примерно 14 км по прямой на юго-запад от райцентра поселка Оричи.

## История
Известна с 1671 года как починок Богдашки Лукинина с 2 дворами, в 1765 году в починке Богдана Лузина уже 48 жителей. В 1873 году здесь (починок Богдана Лузянина или Кунгуровы) дворов 15 и жителей 78, в 1905 21 и 166, в 1926 (деревня Кунгуровы или Богдана Лузянина) 33 и 184, в 1950 28 и 78, в 1989 году оставалось 10 постоянных жителей. Настоящее название утвердилось с 1939 года. Ныне имеет дачный характер.

## Население
Постоянное население  составляло 7 человек (русские 100%) в 2002 году, 0 в 2010.